# Guillaume Augustin Moutardier
Pour les articles homonymes, voir Moutardier.
Guillaume Augustin Moutardier est un homme politique français né le 29 juillet 1756 à Lesparre-Médoc (Gironde) et mort le 23 janvier 1818 à Gaillan-en-Médoc.

## Biographie
Guillaume Augustin Moutardier naît le 29 juillet 1756 à Lesparre-Médoc et est baptisé le même jour. il est le fils d'Antoine Guillaume Moutardier, notaire royal, et de son épouse, Françoise Nolibois.
Avocat à Bordeaux, il est député de la Gironde en 1815, pendant les Cent-Jours. Il meurt le 23 janvier 1818 à Gaillan-en-Médoc.